# Tetracnemoidea indica
Tetracnemoidea indica är en stekelart som först beskrevs av Ayyar 1932.  Tetracnemoidea indica ingår i släktet Tetracnemoidea och familjen sköldlussteklar. Inga underarter finns listade i Catalogue of Life.